# Dopes to Infinity
Dopes to Infinity – trzecia płyta stonermetalowego zespołu Monster Magnet, nagrana w The Magic Shop i Electric Lady Studios w Nowym Jorku.

## Lista utworów
1. Dopes To Infinity 5:44
2. Negasonic Teenage Warhead 4:28
3. Look To Your Orb For The Warning 6:32
4. All Friends And Kingdom Come 5:38
5. Ego, The Livinig Planet 5:07
6. Blow 'Em Off 3:48
7. Third Alternative 8:33
8. I Control, I Fly 3:19
9. King Of Mars 4:34
10. Dead Christmas 3:55
11. Theme From "Masterburner 5:07
12. Vertigo 5:41

Dodatkowa płyta koncertowa (Australian Ltd. Edition)
1. Intro
2. Snake Dance
3. Twin Earth
4. Nod Scene
5. Evil

Dodatkowe utwory na japońskim wydaniu płyty (1999)
1. Eclipse This
2. Negasonic Teenage Warhead (Live)

## Wykonawcy
- Joe Calandra – gitara, gitara basowa, wokale
- Jon Kleiman – gitara basowa, perkusja, wokale
- Ed Mundell – gitara basowa, gitara, wokale
- Dave Wyndorf – wokal, instrumenty klawiszowe, gitara, gitara basowa, instrumenty perkusyjne